# جوزيفينية
تمثل الجوزيفينية السياسات المحلية الجمعية التي أدارها جوزيف الثاني (1765-1790). خلال السنوات العشر التي كان فيها جوزيف الحاكم الوحيد لملكية هابسبورغ (1780-1790)، حاول تشريع سلسلة من الإصلاحات الجذرية لإعادة تشكيل النمسا في هيئة ما اعتبره الليبراليون دولة مثالية مستنيرة. أثار هذا مقاومة شديدة من قِبَل القوى الداخلية والخارجية للإمبراطورية، لكن جوزيف حرص على أن يتم تذكره باعتباره «صاحب حكم مطلق مستنير» من قِبَل المؤرخين من ذلك الحين وحتى يومنا هذا.

## جوزيف الثاني باعتباره حاكمًا مشاركًا
ولد جوزيف عام 1741، من ماريا تيريزا من النمسا وفرانسيس الأول، الإمبراطور الروماني المقدس. ونظرًا لأساليب التعليم الصارمة التي تم تطبيقها في عصر التنوير - مع تركيزها على العقلانية والنظام والتنظيم الدقيق في مجال إدارة الدولة - فليس من المستغرب أن يكون جوزيف مستاءًا إلى حد كبير، وخاصة بالنظر إلى الإدارة الفاشلة لملكية هابسبورغ التي كثيرًا ما تكون متزعزعة ومعقدة في كل من النمسا وبوهيميا وهنغاريا. ورث جوزيف تاج الإمبراطورية الرومانية المقدسة عام 1765، بعد وفاة والده، لكن فقط كحاكم مشترك إذ شاركته الحكم والدته، ماريا تيريزا، حتى عام 1780. أثناء الحكم المشترك، استقرت ماريا تيريزا، وخاصة بعد إلحاح جوزيف ومستشارها الموثوق كاونيتز، على العديد من الإصلاحات الخاضعة لتقاليد وسياسات الجوزيفينية. وتشمل هذه التدابير حظر تقديم المزيد من الهدايا إلى الكنيسة ما لم تسمح الحكومة بذلك ورفع الحد الأدنى لسن الرهبنة إلى 25 وحلّ النظام اليسوعي بالاستيلاء على ممتلكاته وإزالة هيمنته الواسعة على التعليم وإقرار قانون أورباريوم لحدّ بعض الالتزامات الإقطاعية للفلاحين على اللوردات في بوهيميا. فقط بعد وفاة والدته عام 1780، وتخلصه من سيطرتها، اقتنص جوزيف الثاني الفرصة لمتابعة سياساته الخاصة. عمل جوزيف على إعادة تشكيل المجتمع في هابسبورغ في عدة مجالات مختلفة. ومع إصدار المراسيم ومجموعة من الامتيازات، اعتُبرت إصلاحات جوزيف محاولة واعية لإعادة ترتيب حكم أراضيه باستخدام المبادئ المستنيرة. في قلب هذه «الجوزيفينية»، تكمن فكرة الدولة الموحدة ذات الحكومة المركزية والمجتمع العقلاني والعلماني، مع مستويات أكبر من المساواة والحرية وعدد أقل من المؤسسات الإقطاعية التعسفية.

## الرقيق واللوردات وعمال السخرة
لقرون عديدة، عاشت غالبية سكان أوروبا الوسطى كرقيق وخدم لللوردات بموجب قوانين إقطاعية.[بحاجة لمصدر] في 1 نوفمبر من عام 1781، أصدر جوزيف امتيازين لبوهيميا، ما أدَّى إلى تغيير العلاقة بين الخادم وسيده عن طريق إلغاء تطبيق الغرامات والعقاب البدني على الرعاة إلى جانب إلغاء سيطرة اللوردات على الزواج وحرية التنقل واختيار المهنة. سمح هذا النوع من الامتيازات للفلاحين بشراء ملكية وراثية للأرض التي يعملون بها. لكن تردد النبلاء في تأييد سياسات جوزيف، ومع ذلك، تم تطبيقها بشكل غير متسق.
طوال فترة حكمه، كان الهدف النهائي لجوزيف هو الهدف المشترك الذي قرره مع والدته فيما يتعلق بالسياسة تجاه الرقيق. يصف روبن أوكي، في كتابه نظام هابسبورغ الملكي، هذا النظام بأنه استبدال لنظام العمل القسري بتقسيم الأراضي (بما في ذلك الملكيات) بين المستأجرين. وفي عام 1783، صدرت تعليمات إلى مستشار جوزيف الذي يُدعى فرانز أنطون فون راب بتوسيع هذا النظام ليشمل جميع الأراضي التي يملكها تاج هابسبورغ في بوهيميا وموريا.